# Qi (Xia)
Qi – w chińskiej tradycji historycznej drugi władca dynastii Xia. Był synem Wielkiego Yu i pierwszym w historii Chin władcą, który objął tron na zasadzie dziedziczenia po ojcu, choć ten – przynajmniej początkowo – nie wskazywał go na następcę.
Wielki Yu chciał przekazać tron swemu ministrowi Gao Yao (皋陶), a gdy ten zmarł przedwcześnie – jego synowi Bo Yi (伯益). Jednak kiedy zmarł sam Wielki Yu, poddani opuścili Bo Yi i obwołali królem syna władcy. Qi rządził według różnych źródeł od 9 do 29 lat. W przeciwieństwie do Wielkiego Yu, który walczył z potopem i był wielkim budowniczym, Qi zdobył sobie miano króla-wojownika.
Według Zapisków historyka sprawa dziedziczenia wypłynęła za życia Wielkiego Yu i to on sam, pod wpływem poddanych, ogłosił syna następcą. Można to jednak uznać za próbę wybielenia postaci Qi w duchu konfucjańskiej ortodoksji, która nakazywała przedstawiać władców Xia jako postaci wzorowe. Według znacznie starszej Kroniki bambusowej Boyi odziedziczył tron i został królem, a Qi dokonał na nim skrytobójstwa i uzurpacji. Następnie toczył wojnę z klanem Youhu (有扈氏), który popierał Boyi.
Według legendy, Qi był synem Yu oraz Nu Jiao. Urodził się w czasie potopu, kiedy Wielki Yu przebywał w domu przez trzy dni, szykując się do walki z żywiołem. Kiedy wrócił dziewięć lat później, Qi był już dużym chłopcem i rzucił się w ramiona ojca.
Następcą Qi został jego syn Tai Kang.